# Андромеда (Софокл)
«Андромеда» (др.-греч. Ἀνδρομέδη) — трагедия древнегреческого драматурга Софокла на тему мифов о Персее, текст которой утрачен за исключением ряда отрывков (фрг. 126—136 Radt). Её создание датируют приблизительно серединой V века до н. э., так как именно тогда в аттической вазописи обрёл популярность сюжет с прикованной к скале Андромеде.
Главная героиня пьесы — дочь эфиопского царя, которую приносят в жертву морскому чудовищу. Аргосский герой Персей спасает Андромеду и делает её своей женой. От пьесы сохранилось только несколько фрагментов; на основании одного из них, в котором содержится обращение к сатиру, возникло предположение, что «Андромеда» — сатировская драма. Однако большинство исследователей считает, что это была трагедия.
Существует гипотеза о том, что античные источники, цитирующие трагедию Софокла «Эфиопы», на самом деле имеют в виду «Андромеду»: у пьесы могло быть второе название.
Пьесу с таким же названием написал Еврипид; известно, что в отличие от этой трагедии у Софокла была сцена приковывания Андромеды к скале. Луций Акций создал латинскую переработку сюжета, причём неясно, какую из греческих пьес он взял за образец.